# ヒュースクヴァーナ
ヒュースクヴァーナ（スウェーデン語: Huskvarna [ˈhʉ̂ːsˌkvɑːɳa] ( 音声ファイル)、古くはHusqvarna）は、スウェーデンのヨンショーピング市東部を構成する一地域。人口は2万4058人。ヨンショーピング市街とは5kmほどの距離がある。
1911年から1970年までは独自の市だったが、隣のヨンショーピングとともに発展してきたため1971年の行政改革でヨンショーピング市に編入された。

## 歴史
1680年に王立ライフル製造所が置かれ、1757年に民間に払い下げられるまで操業を続けた。その後もスウェーデン軍やノルウェー軍にライフルを納め続けたが（1870年には1万丁）、次第にミシンや自転車にシフトしていった。こんにち、ハスクバーナ (Husqvarna) といえば幅広い分野の品物をつくるメーカーとして国際的に認知されている。
かつての市章にもライフルと点火装置がデザインされていた。

## ゆかりの人物
- モナ・ヨハネソン - モデル
- デニ・アヴディッチ - サッカー選手